# Saint-Alpinien
Saint-Alpinien – miejscowość i gmina we Francji, w regionie Nowa Akwitania, w departamencie Creuse.
Według danych na rok 1990 gminę zamieszkiwało 350 osób, a gęstość zaludnienia wynosiła 23 osoby/km² (wśród 747 gmin Limousin Saint-Alpinien plasuje się na 325. miejscu pod względem liczby ludności, natomiast pod względem powierzchni na miejscu 440.).